# Alfred Schulze-Hinrichs
Alfred Schulze-Hinrichs, né le 6 novembre 1899 à Leipzig et mort le 23 juin 1972 à Waldshut-Tiengen, est un officier de Marine allemand.

## Biographie
Capitaine dans la Kriegsmarine durant la Seconde Guerre mondiale, il prend part à la campagne de Norvège (avril-juin 1940) comme commandant du destroyer Z 13 Erich Koellner lors de la bataille de Narvik. Capturé par les Norvégiens après la destruction de son bâtiment, il est emprisonné à la forteresse de Vardøhus puis au camp de prisonnier de Skorpa à Troms jusqu'à la fin de la campagne,.
Il commande ensuite de novembre 1940 à avril 1943 la 6e flottille de destroyers en Norvège et dans les eaux de l'Arctique. Lors de l'action contre le Convoy QP 11 (en), un de ses destroyers, le Z 7 Hermann Schoemann est sabordé et l'attaque entraine également le naufrage du HMS Edinburgh le 2 mai 1942,.
Croix de chevalier de la croix de fer (15 juin 1943), de mai 1943 à février 1945, il est le Commandant de l'Académie de Marine allemande à Berlin puis à Bad Homburg.
Il est incorporé en 1957 à la Deutsche Marine.